# Wetzer Rudolf
Wetzer Rudolf (Temesvár, 1901. március 17. – Haifa, 1993. április 13.) magyar nemzetiségű román válogatott labdarúgó, csatár, edző. Magyarországon Veder, Jugoszláviában Večer néven szerepelt.

## Pályafutása

### A válogatottban
1923 és 1932 között 17 alkalommal szerepelt a román válogatottban és 13 gólt szerzett. Részt vett az 1924-es párizsi olimpián és az 1930-as uruguayi világbajnokságon.

## Sikerei, díjai

### Játékosként
- Román bajnokság
  - bajnok: 1925–26, 1926–27, 1929–30
- Magyar bajnokság
  - 3.: 1928–29

## Statisztika

### Mérkőzései a román válogatottban
| Románia | Románia           | Románia          | Románia     | Románia  | Románia       | Románia               | Románia | Románia            |
| #       | Dátum             | Helyszín         | Hazai       | Eredmény | Vendég        | Kiírás                | Gólok   | Esemény            |
| ------- | ----------------- | ---------------- | ----------- | -------- | ------------- | --------------------- | ------- | ------------------ |
| 1.      | 1923. június 10.  | Bukarest         | Románia     | 1 – 2    | Jugoszlávia   | Sándor király-kupa    | -       |                    |
| 2.      | 1923. július 1.   | Kolozsvár        | Románia     | 0 – 6    | Csehszlovákia | barátságos            | -       |                    |
| 3.      | 1924. május 20.   | Bécs             | Ausztria    | 4 – 1    | Románia       | barátságos            | -       |                    |
| 4.      | 1924. május 27.   | Párizs (FRA)     | Hollandia   | 6 – 0    | Románia       | olimpiai nyolcaddöntő | -       |                    |
| 5.      | 1925. május 31.   | Szófia           | Bulgária    | 2 – 4    | Románia       | barátságos            | 2       | 14' 65'            |
| 6.      | 1926. május 7.    | Isztambul        | Törökország | 1 – 3    | Románia       | barátságos            | -       |                    |
| 7.      | 1926. október 3.  | Zágráb           | Jugoszlávia | 2 – 3    | Románia       | Sándor király-kupa    | 1       | 65'                |
| 8.      | 1927. május 10.   | Bukarest         | Románia     | 0 – 3    | Jugoszlávia   | Sándor király-kupa    | -       |                    |
| 9.      | 1927. június 19.  | Bukarest         | Románia     | 3 – 3    | Lengyelország | barátságos            | -       |                    |
| 10.     | 1928. április 15. | Arad             | Románia     | 4 – 2    | Törökország   | barátságos            | 1       | Gól                |
| 11.     | 1928. május 5.    | Belgrád          | Jugoszlávia | 3 – 1    | Románia       | Sándor király-kupa    | -       |                    |
| 12.     | 1930. május 25.   | Bukarest         | Románia     | 8 – 1    | Görögország   | Balkán-kupa           | 5       | 8' 34' 75' 76' 80' |
| 13.     | 1930. július 14.  | Montevideo (URU) | Románia     | 3 – 1    | Peru          | vb-csoportkör         | -       |                    |
| 14.     | 1930. július 21.  | Montevideo       | Uruguay     | 4 – 0    | Románia       | vb-csoportkör         | -       |                    |
| 15.     | 1930. október 12. | Szófia           | Bulgária    | 5 – 3    | Románia       | Balkán-kupa           | 2       | 23' 43'            |
| 16.     | 1932. június 12.  | Bukarest         | Románia     | 6 – 3    | Franciaország | barátságos            | 2       | 17' 68'            |
| 17.     | 1932. június 26.  | Belgrád (YUG)    | Bulgária    | 2 – 0    | Románia       | Balkán-kupa           | -       |                    |
|         | Összesen          |                  |             | 17       | mérkőzés      |                       | 13      | gól                |